# سازمان اورژانس کشور
سازمان اورژانس کشور یک سازمان دولتی و زیرمجموعه وزارت بهداشت، درمان و آموزش پزشکی ایران است. مرکز فوریت‌های پزشکی با تلفن ۱۱۵ این سازمان شامل خدمات فوریت‌های پزشکی و پیش بیمارستانی و آمبولانس هوایی است.

## وظایف
وظیفه سیاستگذاری، برنامه‌ریزی، سازماندهی، نظارت و هماهنگی و مدیریت حوادث و فوریت‌های پزشکی کشور و خدمات انتقالی مصدومان و مجروحان را برعهده دارد؛ و همچنین وظیفه مدیریت عملیات ملی فوریت‌های پزشکی و مسئولیت مدیریت حوادث و بحران‌های حوزه سلامت، در تمامی مقاطع از پیش‌بینی، پیشگیری، آماده‌سازی و مقابله تا بازیابی بعد از حوادث می‌باشد.

## تاریخچه

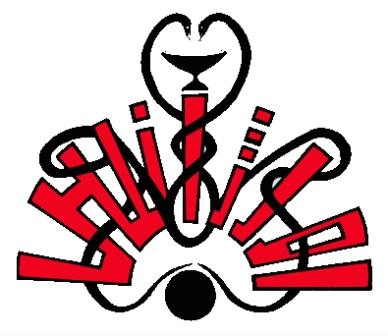
آرم مرکز اطلاعات اورژانس بدو تأسیس

در چهاردهم آذر ماه سال ۱۳۵۲ سقف سالن فرودگاه مهرآباد تهران بر اثر لرزش موتورهای جت فرو ریخت و در نتیجه ۱۶ تن کشته و ۱۱ تن مجروح شدند این حادثه و نبود امکانات انتقال مجروحان به بیمارستان باعث شد که در نتیجه با دستور مستقیم محمدرضا پهلوی ایجاد سازمانی برای سامان دهی به وضعیت امداد رسانی پیش بیمارستانی به صورت رایگان در دستور کار دولت قرار گرفت و چون در آن زمان تنها سه کشور آمریکا، کانادا و استرالیا دارای سیستم اورژانس پیش بیمارستانی بودند لذا یک تیم چهار نفره از پزشکان ایرانی با سفر به تگزاس آمریکا و بررسی اورژانس آنجا اقدام به جمع‌آوری اطلاعات برای راه اندازی سیستم مشابه در ایران نمودند.
پس از شش ماه به همراه دو مربی توانمند در امر آموزش فوریت‌های پزشکی به نام‌های جیم پاترسون و ماکس به وطن برگشتند. آنها با فراخوان عمومی برای افراد دارای مدرک دیپلم و برگزاری آزمون ورودی و انتخاب نفرات برتر با برگزاری یک دوره فشرده آموزشی شش‌ماهه آنها را با عنوان تکنسین فوریت‌های پزشکی به کار گرفتند و سیستم فوریت‌های پزشکی در سال ۱۳۵۴ شمسی با عنوان مرکز اطلاعات اورژانس رسماً مشغول فعالیت گردید.
این افتخاری برای ایران بود، چرا که چهارمین کشور دارنده اورژانس پیش بیمارستانی بعد از آمریکا، کانادا و استرالیا در جهان بود نکته مهم اینکه این سیستم با حذف مشکلات و کاستی‌های موجود در سیستم آمریکایی از کارایی و کیفیت بهتری نسبت به سیستم نوپای اولیه در آمریکا برخوردار بود.
مرکز اطلاعات اورژانس فعایت خود را با ۳۰ تکنسین آموزش دیده و ۲۰ آمبولانس ماژولر با نام اورژانس ۱۲۳ در تهران آغاز کرد و پس از آن با آموزش نیروهای بومی در شهرهای دیگر و آموزش نیروی لازم، اورژانس پیش بیمارستانی در این شهرها دیگر کشور نیز راه اندازی شد.

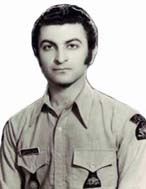
لباس فرم بدو تأسیس

شایان ذکر است به دلیل سهولت زیاد در شماره‌گیری اشتباه تلفن سه رقمی ۱۲۳ اورژانس به شماره ۱۱۵ تغییر کرد.

## اهداف
اهداف این سازمان شامل سه‌گانه زیر می‌باشد:
- اهداف استراتژیک
- اهداف عملیاتی
- راهبردها

## تلفن ۱۱۵
هر روز در سال ۱۳۹۸ فقط در تهران حدود ۱۳ هزار تماس با اورژانس انجام می‌شود، که ۲۵ درصد از این تماس‌ها مزاحمت است و تعدادی از تماس‌ها نیز با مشاوره حل می‌شود و نیازی به اعزام نیرو نیست، اما به‌طور متوسط فقط در تهران روزانه ۵۵۰۰ مأموریت انجام می‌گیرد.

## خدمات اعزامی

### موتورلانس

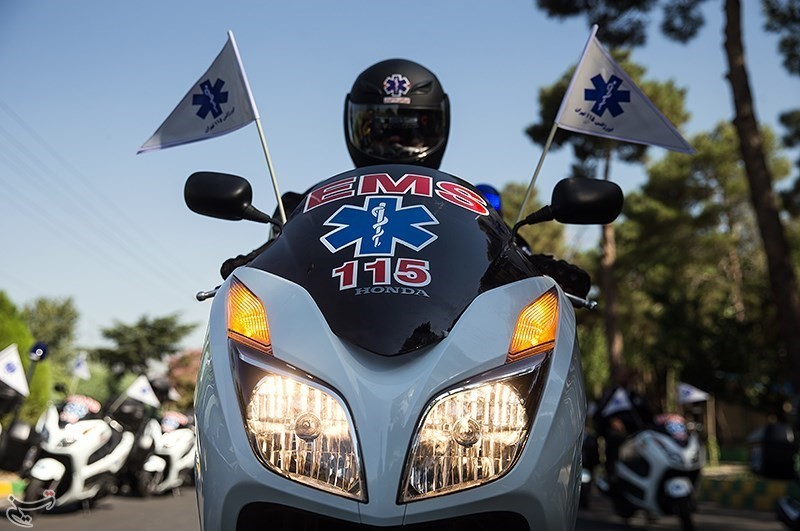
تکنسین اورژانس با متورلانس

در شهرهای بزرگ برای سرعت در امداد رسانی به دلیل ترافیک ایجاد شده و در حال سال ۱۳۹۸ تعداد ۵۰۰ موتورلانس مشغول امداد رسانی می‌باشد.

### آمبولانس
در سال ۱۳۹۷ سازمان دارای ۴۵۰۰ دستگاه خودرو امداد رسانی می‌باشد.

### هوایی
این سازمان دارای ۴۲ بالگرد اورژانس می‌باشد.

### ریلی

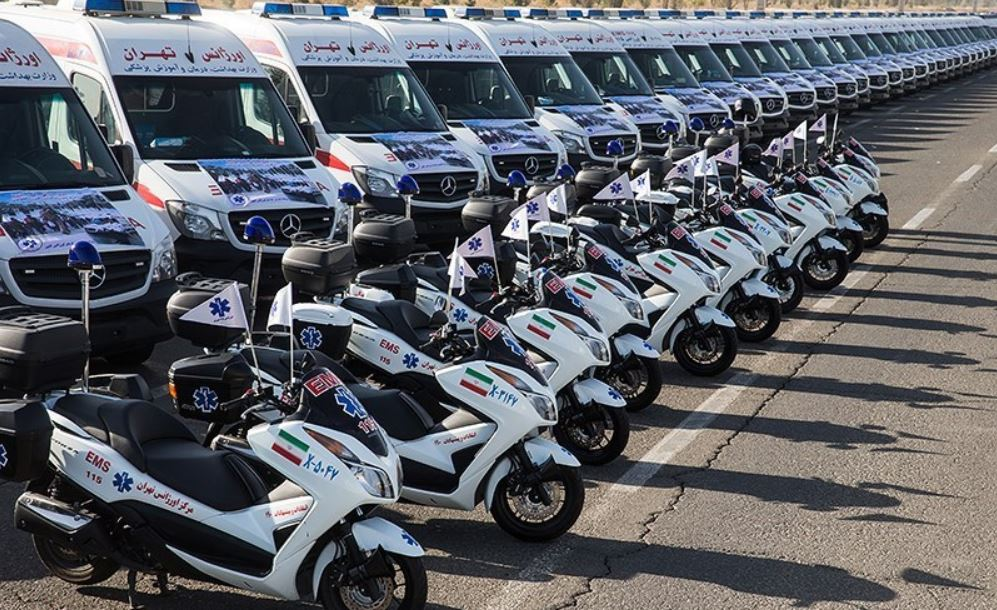
یگان آمبولانس‌های تهران

اورژانس ریلی در ۱۱ شهریور ۱۳۹۸ در فاز اول با آموزش فوریت‌های پزشکی به مهماندارهای قطار و تجهیز واگن‌های مسافری به دارو و تجهیزات خدمات پیش بیمارستانی آغاز و قرار شده واگن بیمارستانی نیز ایجاد تا در شرایط بحرانی مانند بلایای طبیعی و همه‌گیری‌های بیماری بتواند به سرعت عملیاتی گردد.

### دریایی
این سازمان دارای ۲ قایق امداد رسانی اورژانسی است.

### پایگاه
این سازمان در سال ۱۳۹۹ دارای ۲۱۹۰ پایگاه در سراسر کشور می‌باشد.

## نرم‌افزار ۱۱۵
نرم‌افزار اورژانس ۱۱۵ با توانایی نصب روی گوشی‌های هوشمند تولید شده است. این نرم‌افزار توانایی دریافت هشدار مربوط به حوادث در مسیرها و نیز اطلاعات مربوط به خودامدادی و دگرامدادی را برای کاربران فراهم می‌نماید.

## سوء استفاده

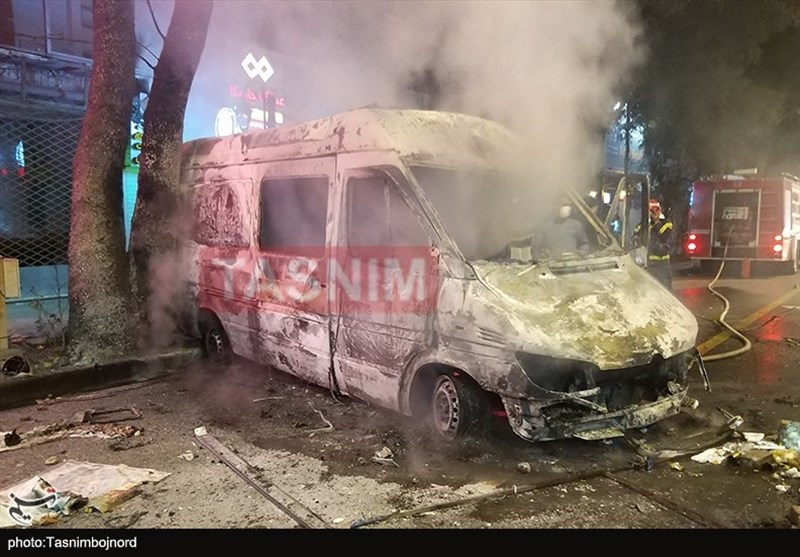
آمبولانس تخریب شده در پی استفاده نیروهای امنیتی برای جابجایی نیرو و بازداشت شدگان توسط معترضین

در خیزش ۱۴۰۱ ایران در پی کشته شدن مهسا امینی، نیروهای امنیتی حکومت جمهوری اسلامی از خودروهای آمبولانس برای جابجایی بازداشت شدگان و حمل نیروهای ضد شورش و در مواردی، برای شلیک استفاده نمودند که اینکار باعث خسارات مالی بسیاری به این خودروها و سلب جایگاه اعتمادی نیروهای امدادی بین مردم شد.

## پیوندهای وابسته
- اورژانس پیش‌بیمارستانی
- اورژانس جراحی
- بخش اورژانس
- سازمان اورژانس
- طب اورژانس
- فوریت‌های پزشکی
- پرستاری اورژانس
- خودروی پزشک اورژانس